# Pułtusk (gmina)
Pour les articles homonymes, voir Pułtusk (homonymie).
Pułtusk est une gmina urbaine-rurale (gmina miejsko-wiejska) ou mixte de la powiat de Pułtusk, dans la Voïvodie de Mazovie, dans le centre-est de la Pologne.
Son siège administratif (chef-lieu) est la ville de Pułtusk, qui se situe environ 54 kilomètres au nord de Varsovie (capitale de la Pologne).
La gmina couvre une superficie de 133,72 km2 pour une population de 23 809 habitants en 2006 avec une population de 19 229 habitants pour la ville de Pułtusk et une population de la partie rurale de la gmina de 4 580 habitants.

## Histoire
De 1975 à 1998, la gmina est attachée administrativement à la voïvodie de Ciechanów.

Depuis 1999, elle fait partie de la voïvodie de Mazovie.

## Géographie
Outre la ville de Pułtusk, la gmina inclut les villages et localités de :

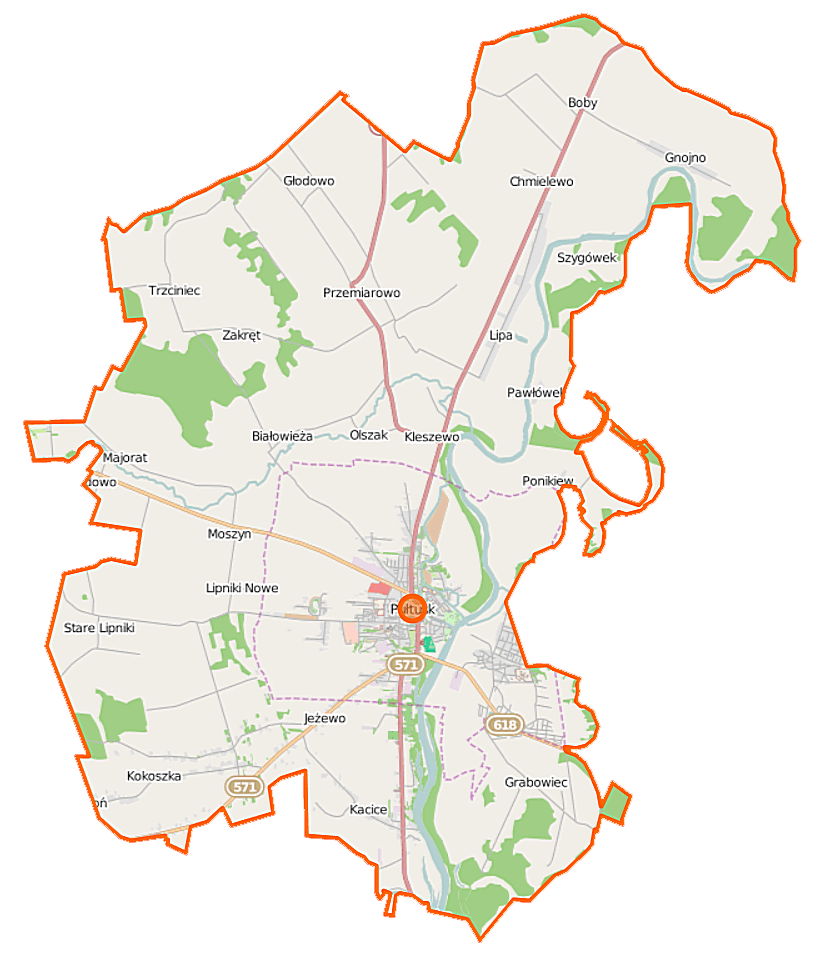
Plan de la gmina

- Białowieża
- Boby
- Chmielewo
- Głodowo
- Gnojno
- Grabówiec
- Gromin
- Jeżewo
- Kacice
- Kleszewo
- Kokoszka
- Lipa
- Lipniki Nowe
- Lipniki Stare
- Moszyn
- Olszak
- Pawłówek
- Płocochowo
- Ponikiew
- Przemiarowo
- Szygówek
- Trzciniec
- Zakręt

### Gminy voisines
La gmina de Pułtusk est voisine des gminy suivantes :
- Gzy
- Karniewo
- Obryte
- Pokrzywnica
- Szelków
- Winnica
- Zatory

## Structure du terrain
D'après les données de 2002, la superficie de la commune de Pułtusk est de 133,72 km2, répartis comme telle :
- terres agricoles : 72 %
- forêts : 10 %

La commune représente 16,14 % de la superficie du powiat.

## Démographie
Données du 30 juin 2004 :
| Description        | Total  | Total | Femmes | Femmes | Hommes | Hommes |
| ------------------ | ------ | ----- | ------ | ------ | ------ | ------ |
| Unité              | Nombre | %     | Nombre | %      | Nombre | %      |
| Population         | 23 707 | 100   | 12 307 | 51,9   | 11 400 | 48,1   |
| Densité (hab./km²) | 177,3  | 177,3 | 92     | 92     | 85,3   | 85,3   |